# Metagonia toro
Metagonia toro is een spinnensoort uit de familie trilspinnen (Pholcidae). De soort komt voor in Panama. 